# Goffredo Stabellini

Goffredo Stabellini ( Formignana, 8 de julio de 1925 -  23 de noviembre de 2012) fue un futbolista italiano. Jugó cuatro partidos de la Serie A con A.S. Roma en la temporada 1946/47.

## Clubes
| Club          | País   | Año       | PJ  | Goles |
| ------------- | ------ | --------- | --- | ----- |
| AS Roma       | Italia | 2009      |     |       |
| Bondenese     | Italia | 1945–1946 |     |       |
| A.S. Roma     | Italia | 1946–1947 | 4   | 0     |
| Parma         | Italia | 1947–1948 | 28  | 7     |
| Lecce         | Italia | 1948–1954 |     |       |
| Taranto Sport | Italia | 1954–1958 | 112 | 4     |
| Vis Pesaro    | Italia | 1958–1960 |     |       |